# باشگاه فوتبال کرشکو پوساویه
باشگاه فوتبال کرشکو پوساویه (انگلیسی: NK Krško Posavje) یک باشگاه فوتبال مستقر در کرشکو، اسلوونی است که در حال حاضر در لیگ دسته دوم فوتبال اسلوونی، دومین رده لیگ فوتبال در این کشور، به رقابت می‌پردازد.

## تاریخچه لیگ از ۱۹۹۱
| فصل       | لیگ                           | رتبه |
| --------- | ----------------------------- | ---- |
| ۱۹۹۱–۱۹۹۲ | لیگ بین‌شهری MNZ سل یه (سطح ۳) | ۳    |
| ۱۹۹۲–۱۹۹۳ | لیگ بین‌شهری MNZ سل یه (سطح ۴) | ۱۰   |
| ۱۹۹۳–۱۹۹۴ | /                             | /    |
| ۱۹۹۴–۱۹۹۵ | لیگ بین‌شهری MNZ سل یه (سطح ۴) | ۴    |
| ۱۹۹۵–۱۹۹۶ | لیگ بین‌شهری MNZ سل یه (سطح ۴) | ۲    |
| ۱۹۹۶–۱۹۹۷ | لیگ بین‌شهری MNZ سل یه (سطح ۴) | ۲    |
| ۱۹۹۷–۱۹۹۸ | لیگ بین‌شهری MNZ سل یه (سطح ۴) | ۵    |
| ۱۹۹۸–۱۹۹۹ | لیگ بین‌شهری MNZ سل یه (سطح ۴) | ۱    |
| ۱۹۹۹–۲۰۰۰ | لیگ دسته سوم اسلوونی – شمال   | ۷    |
| ۲۰۰۰–۲۰۰۱ | لیگ دسته سوم اسلوونی – شمال   | ۵    |
| ۲۰۰۱–۲۰۰۲ | لیگ دسته سوم اسلوونی – شمال   | ۱    |
| ۲۰۰۲–۲۰۰۳ | لیگ دسته دوم اسلوونی          | ۱۳   |
| ۲۰۰۳–۲۰۰۴ | لیگ دسته دوم اسلوونی          | ۷    |
| ۲۰۰۴–۲۰۰۵ | لیگ دسته دوم اسلوونی          | ۱۰   |
| ۲۰۰۵–۲۰۰۶ | لیگ دسته دوم اسلوونی          | ۵    |
| ۲۰۰۶–۲۰۰۷ | لیگ دسته دوم اسلوونی          | ۳    |
| ۲۰۰۷–۲۰۰۸ | لیگ دسته دوم اسلوونی          | ۶    |
| ۲۰۰۸–۲۰۰۹ | لیگ دسته دوم اسلوونی          | ۶    |
| ۲۰۰۹–۲۰۱۰ | لیگ دسته دوم اسلوونی          | ۸    |
| ۲۰۱۰–۲۰۱۱ | لیگ دسته دوم اسلوونی          | ۸    |
| ۲۰۱۱–۲۰۱۲ | لیگ دسته دوم اسلوونی          | ۶    |
| ۲۰۱۲–۲۰۱۳ | لیگ دسته دوم اسلوونی          | ۴    |
| ۲۰۱۳–۲۰۱۴ | لیگ دسته دوم اسلوونی          | ۷    |
| ۲۰۱۴–۲۰۱۵ | لیگ دسته دوم اسلوونی          | ۱    |
| ۲۰۱۵–۲۰۱۶ | لیگ دسته اول اسلوونی          | ۶    |
| ۲۰۱۶–۲۰۱۷ | لیگ دسته اول اسلوونی          | ۸    |
| ۲۰۱۷–۲۰۱۸ | لیگ دسته اول اسلوونی          | ۷    |
| ۲۰۱۸–۲۰۱۹ | لیگ دسته اول اسلوونی          | ۱۰   |
| ۲۰۱۹–۲۰۲۰ | لیگ دسته دوم اسلوونی          | ۶    |
| ۲۰۲۰–۲۰۲۱ | لیگ دسته دوم اسلوونی          | ۱۰   |
| ۲۰۲۱–۲۰۲۲ | لیگ دسته دوم اسلوونی          | ۱۴   |
| ۲۰۲۲–۲۰۲۳ | لیگ دسته دوم اسلوونی          | ۱۵   |
| ۲۰۲۳–۲۰۲۴ | لیگ دسته سوم اسلوونی – شرق    | ۲    |
| ۲۰۲۴–۲۰۲۵ | لیگ دسته سوم اسلوونی – شرق    | ۱    |